# Flor-de-Lis
Flor-de-Lis è un gruppo musicale folk ed acustico portoghese fondato a Lisbona ed attivo dal 2004.
Nel 2009 si è aggiudicato la 45ª edizione del Festival da Canção con la canzone Todas as ruas do amor. partecipando così all'Eurofestival a Mosca, arrivando al 15º posto in finale.

## Membri
- Daniela Varela
- Paulo Pereira
- José Camacho
- Jorge Marques
- Ana Sofia Campeã
- Rolando Amaral
- Pedro Marques